# Los Talas (Uruguay)
Los Talas ist eine Ortschaft in Uruguay.

## Geographie
Sie befindet sich auf dem Gebiet des Departamento Maldonado in dessen Sektor 8, nahe der Grenze zum Nachbardepartamento Rocha. Los Talas liegt in der Nordostspitze des Departamentos westlich des in nördliche Richtung fließenden Arroyo del Alférez, eingerahmt durch dessen beiden linksseitigen Nebenflüsse Arroyo Sarandí (Norden) und Arroyo de los Hernández (Süden).

## Infrastruktur
Durch den Ort führt die Ruta 13, die Los Talas mit dem rund 25 Kilometer südwestlich gelegenen Aiguá verbindet.

## Einwohner
Los Talas hatte bei der Volkszählung 2011 124 Einwohner, davon 65 männliche und 59 weibliche.
| Jahr | Einwohner |
| ---- | --------- |
| 1963 | -         |
| 1975 | 123       |
| 1985 | 171       |
| 1996 | 105       |
| 2004 | 144       |
| 2011 | 124       |